# Ochthebius sierrensis
Ochthebius sierrensis är en skalbaggsart som beskrevs av Perkins 1980. Ochthebius sierrensis ingår i släktet Ochthebius och familjen vattenbrynsbaggar. Inga underarter finns listade i Catalogue of Life.